# Parabuthus
Genre
Synonymes
- Heterobuthus Kraepelin, 1891
- Riftobuthus Lourenço, Duhem & Cloudsley-Thompson, 2010

Parabuthus est un genre de scorpions de la famille des Buthidae.

## Distribution
Les espèces de ce genre se rencontrent en Afrique australe, en Afrique de l'Est et en Arabie.

## Description

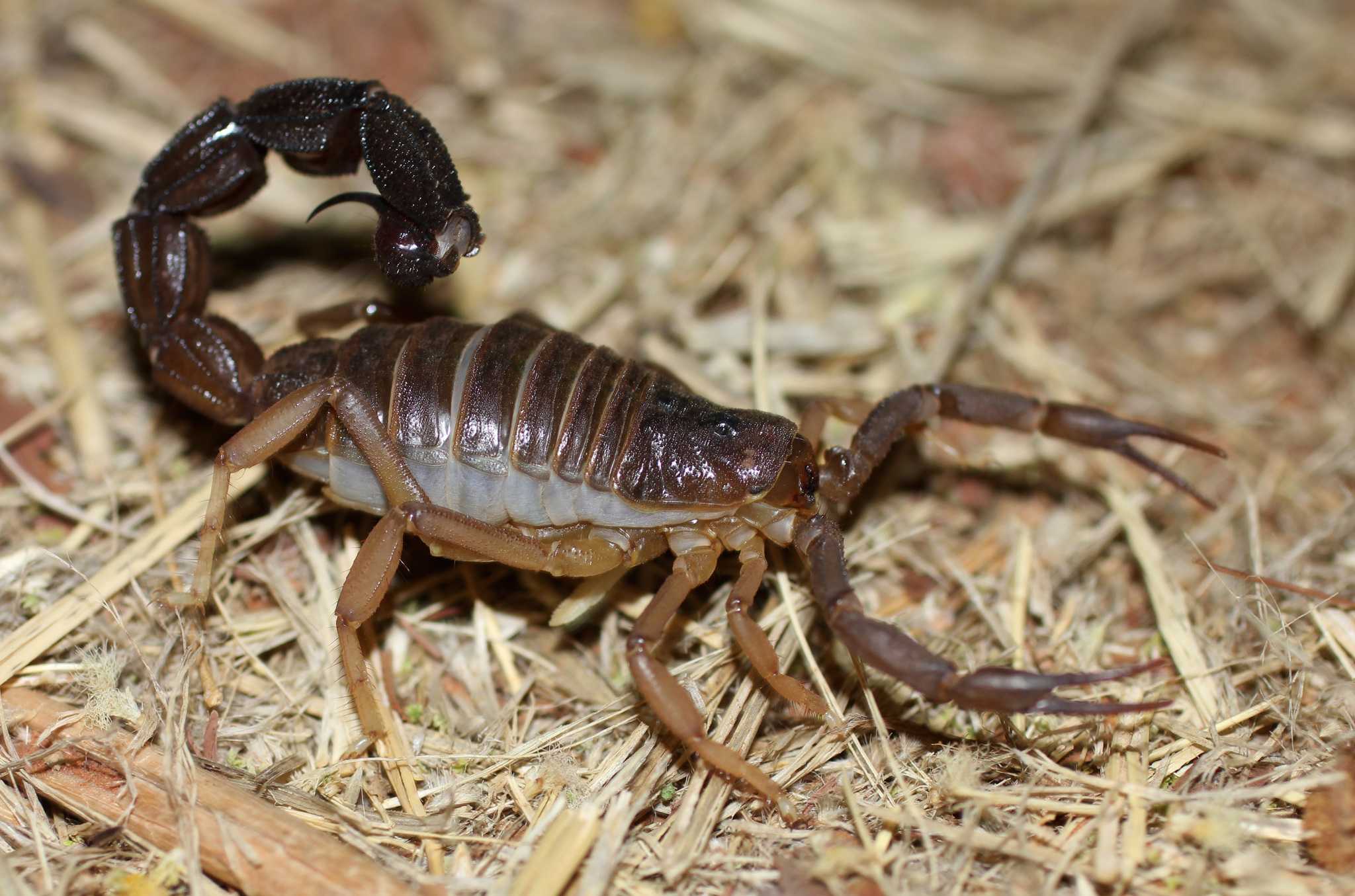
Parabuthus granulatus

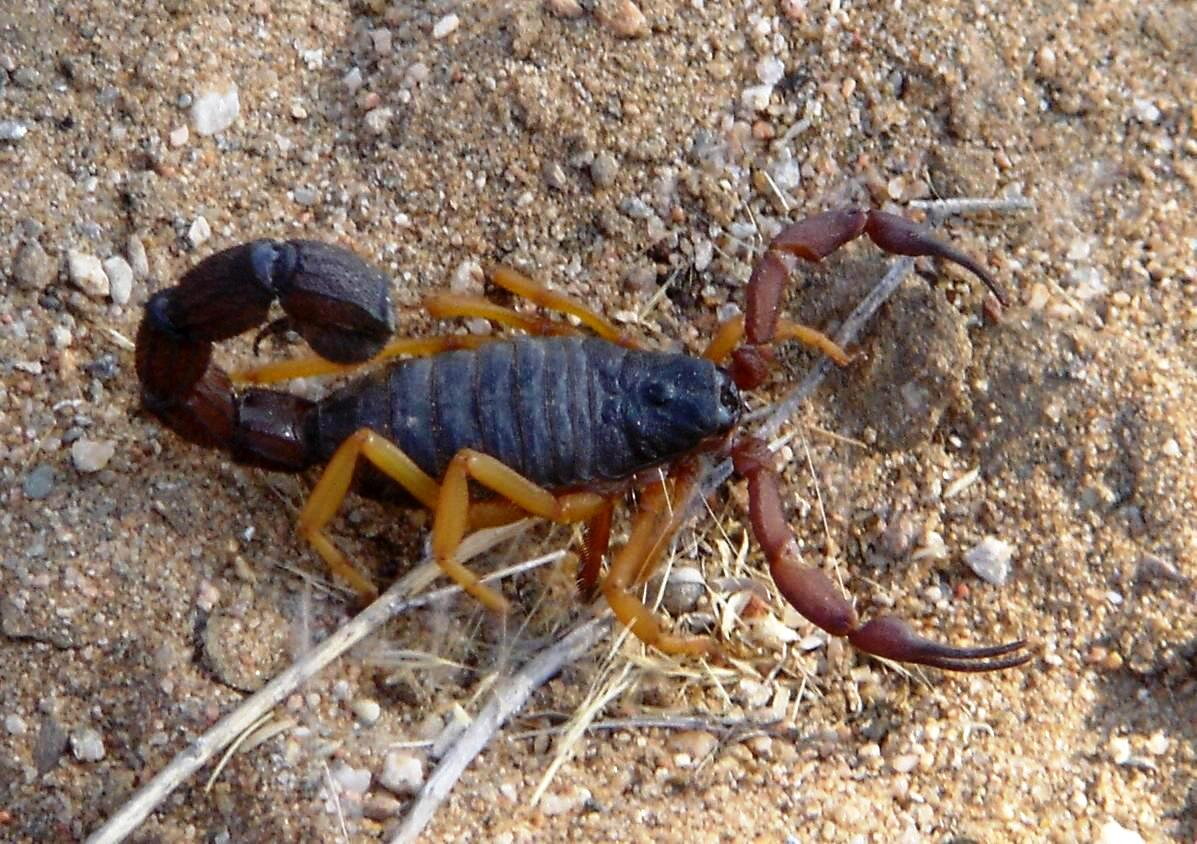
Parabuthus villosus

Les espèces du genre Parabuthus mesurent entre 40 et 140 mm selon les espèces,.

## Venin
Le venin des scorpions de ce genre est considéré comme potentiellement mortel pour l'homme.

## Liste des espèces
Selon The Scorpion Files (13/08/2025) :
- Parabuthus abyssinicus (Pocock, 1901)
- Parabuthus brevimanus (Thorell, 1876)
- Parabuthus calvus Purcell, 1898
- Parabuthus capensis (Ehrenberg, 1831)
- Parabuthus cimrmani Kovařík, 2004
- Parabuthus distridor Lamoral, 1980
- Parabuthus dorisae Kovařík, Lowe, Elmi & Šťáhlavský, 2024
- Parabuthus erigavoensis Kovařík, Lowe, Elmi & Šťáhlavský, 2019
- Parabuthus eritreaensis Kovařík, 2003
- Parabuthus evae Kovařík, Lowe, Elmi & Šťáhlavský, 2024
- Parabuthus glabrimanus Prendini & Esposito, 2010
- Parabuthus gracilis Lamoral, 1979
- Parabuthus granimanus Pocock, 1895
- Parabuthus granulatus (Ehrenberg, 1831)
- Parabuthus hamar Kovařík, Lowe, Plíšková & Šťáhlavský, 2016
- Parabuthus heterurus Pocock, 1899
- Parabuthus hunteri Pocock, 1895
- Parabuthus kabateki Kovařík, Lowe, Elmi & Šťáhlavský, 2019
- Parabuthus kajibu Kovařík, Lowe, Plíšková & Šťáhlavský, 2016
- Parabuthus kalaharicus Lamoral, 1977
- Parabuthus kraepelini Werner, 1902
- Parabuthus kuanyamarum Monard, 1937
- Parabuthus laevifrons (Simon, 1888)
- Parabuthus liosoma (Ehrenberg, 1828)
- Parabuthus maximus Werner, 1913
- Parabuthus mazuchi Kovařík, Lowe, Elmi & Šťáhlavský, 2019
- Parabuthus mossambicensis (Peters, 1861)
- Parabuthus muelleri Prendini, 2000
- Parabuthus namibensis Lamoral, 1979
- Parabuthus nanus Lamoral, 1979
- Parabuthus pallidus Pocock, 1895
- Parabuthus planicauda (Pocock, 1889)
- Parabuthus puntlandus Kovařík, Šťáhlavský, Elmi & Štarha, 2025
- Parabuthus qaraaf Kovařík & Elmi, 2025
- Parabuthus quincyae Kovařík, Lowe, Elmi & Šťáhlavský, 2024
- Parabuthus raudus (Simon, 1888)
- Parabuthus robustus Kovařík, Lowe, Elmi & Šťáhlavský, 2019
- Parabuthus schlechteri Purcell, 1899
- Parabuthus setiventer Prendini & Esposito, 2010
- Parabuthus somalilandus Kovařík, Lowe, Elmi & Šťáhlavský, 2019
- Parabuthus starhai Kovařík, 2025
- Parabuthus stridulus Hewitt, 1913
- Parabuthus transvaalicus Purcell, 1899
- Parabuthus villosus (Peters, 1862)

## Systématique et taxinomie
Ce genre a été décrit par Pocock en 1890.
Heterobuthus a été placé en synonymie par Thorell en 1893.
Riftobuthus a été placé en synonymie par Kovařík, Lowe, Plíšková et Šťáhlavský en 2016.

## Publication originale
- Pocock, 1890 : « A revision of the genera of Scorpions of the family Buthidae with descriptions of some South-African species. » Proceedings of the Zoological Society of London, vol. 10, p. 114–141 (texte intégral).